# Mesocyclops parentium
Mesocyclops parentium – gatunek widłonoga z rodziny Cyclopidae. Nazwa naukowa tego gatunku skorupiaków została opublikowana w 1997 roku przez polską zoolog Marię Hołyńską.